# Ezequiel A. Chávez
Ezequiel A. Chávez (Aguascalientes, 19 de septiembre de 1868 - Ciudad de México, 2 de diciembre de 1946) fue un docente, escritor y jurista mexicano, quien se desempeñó como rector de la entonces Universidad Nacional de México –actualmente Universidad Nacional Autónoma de México– durante dos periodos, además de ser director de la Escuela Nacional Preparatoria y también director de la Escuela Nacional de Altos Estudios.
Ezequiel A. Chávez fue hijo del médico Ignacio Toribio Chávez, quien ejerciera como director del Colegio Preparatorio de Aguascalientes y gobernador del estado, y de Guadalupe Lavista de Chávez. Su hija fue Leticia Chávez, quien posteriormente se dedicó a difundir los textos de su padre.

## Trayectoria académica y laboral
En 1881, a los 19 años, Ezequiel A. Chávez se trasladó a la Ciudad de México para cursar su primer año de preparatoria en el Instituto Anglo-Franco-Mexicano de don Emilio G. Baz, quien le enseñó aritmética y álgebra. 
Después ingresó a la Escuela Nacional Preparatoria y más tarde a la Escuela de Jurisprudencia. En estas instituciones tuvo por maestros a Miguel Shultz, José María Vigil, José María Marroquí y Jacinto Pallares, entre otros. Cuando le correspondía a Justo Sierra impartirle el curso en quinto año de preparatoria de Historia Universal y de México, los compañeros estudiantes se manifestaron y exigieron su renuncia debido a sus declaraciones a favor de la deuda externa con Inglaterra, pidieron que el curso lo impartiera Ignacio Manuel Altamirano, quien fue finalmente su maestro de Historia. Se tituló de abogado en 1891 con la tesis que llevó por nombre "Las instituciones políticas".
En 1895 Chávez le presentó a Joaquín Baranda, ministro de Justicia e Instrucción Pública, una iniciativa de reorganización de la educación primaria (elemental y superior) y secundaria (Escuela Nacional Preparatoria), en la que ambas se vincularían estrechamente. La aprobación implicó un nuevo Plan de Estudios preparatoriano (1896), el cual innovó en varios sentidos la educación que allí se impartía: se introdujo la asignatura de Lógica, basada en la propuesta de John Stuart Mill, en la cátedra de Moral introdujo "los principios de la moral de Spencer”, y comenzaron cursos semestrales y se dejaron al lado los anuales. 
Chávez colaboró con Baranda en la Secretaría de Justicia e Instrucción Pública de 1895 a 1900. Al ser creada la subsecretaría de Instrucción bajo el mando de Justo Sierra, en 1903 recibió la comisión de hacer estudios previos y en 1906 conocer otras universidades norteamericanas para concretar la creación de la Universidad Nacional. Redactó una parte medular de su ley constitutiva, aprobada en 1910.
En 1910 obtuvo el grado de Doctor honoris causa de la Universidad Nacional de México. Fue Subsecretario de Instrucción Pública y Bellas Artes de 1905 a 1911, puesto al que renunció al iniciar el movimiento revolucionario. Posteriormente ejerció como rector de la Universidad Nacional de México bajo la presidencia de Victoriano Huerta, del 1 de diciembre de 1913 al 2 de septiembre de 1914. Durante su gestión se dedicó a consolidarla, y aunque se aprobó una ley universitaria, no pudo evitar la militarización de la Escuela Nacional Preparatoria ni su separación de la Universidad. 
En 1911, al comenzar la Revolución mexicana, inició su labor como diputado en el Congreso de la Nación. En ese escaño logró dotar de desayunos gratuitos para los alumnos más necesitados, así como pensión de retiro y goce de sueldo para los servidores de la educación y de la investigación científica. También continuó con sus tareas docentes. 
En 1916 y "dada su fidelidad a los principios de libertad de cátedra, y su oposición a los cambios realizados por Carranza en el artículo tercero de la constitución en materia de laicismo, Chávez decidió irse de México, y viajó a los Estados Unidos, en donde ocupó el cargo de profesor de historia y literatura mexicana en la Universidad de Cincinnati”.
A su regreso a México, en 1918, Chávez impartió de nuevo sus clases en la ENP, en la Escuela Nacional de Altos Estudios y en la de Jurisprudencia. Se desempeñó como director de la Escuela Nacional Preparatoria de 1920 a 1921 y, bajo las órdenes del rector José Vasconcelos, redactó un nuevo plan de estudios para unirla a los Cursos Libres Preparatorianos, entre muchas otras actividades de corte académico y administrativo que realizó.
También tuvo los cargos de Director de la Escuela Nacional de Altos Estudios de 1923 a 1924, que más tarde se transformó en la Facultad de Filosofía y Letras de la Universidad. En 1923, al tiempo que era director de la Escuela Nacional de Altos Estudios, fue designado por segunda ocasión como rector de la Universidad (28 de agosto de 1923 al 8 de diciembre de 1924): "[...] El licenciado Vasconcelos declaró categóricamente a los representantes de los periódicos que habiendo enviado el señor licenciado Don Antonio Caso su renuncia como Rector de la Universidad, le había sido aceptada por la Secretaría, la cual designó al señor licenciado Ezequiel A. Chávez para que interinamente se encargue de la Rectoría, sin perjuicio de su puesto como Director de la Facultad de Altos Estudios". Durante este periodo, destacó la presentación de un proyecto de Decreto de Autonomía de la Universidad.
El 16 de septiembre de 1935 el rector de la Universidad Nacional Autónoma, Fernando Ocaranza, informó a los profesores que el gobierno federal pensaba intervenir en los programas y planes universitarios, Chávez presentó su renuncia.
Otras actividades que Chávez realizó, entre 1904 y 1906, fue la composición de dos canciones para niños, una llamada "A mi muñeca" con música de A Little Boy´s Walk de Emilio Roulssen y otra "Estrellita" con melodía del educador cubano Fernando Junco.
Fue miembro de número de la Academia Mexicana de la Lengua, tomó posesión de la silla XIV el 28 de noviembre de 1930.4 Ese mismo año se le nombró como Individuo Honorario de la Comisión Técnica de la Secretaria de Educación Pública, al cual renunció en 1934.
Poco menos de un mes después de su jubilación (31 de agosto de 1925) y gracias a la gestión del grupo universitario denominado "Juventud de Hispanoamérica”, grupo encabezado por Luis Rubio Siliceo, fue proclamado como "Maestro de la juventud de América”.
En 1941 fue proclamado como director honorario de la ENP. En 1943, fue miembro fundador de El Colegio Nacional.
También desempeñó varios cargos de carácter consultivo e internacional. Por ejemplo, fue fundador y presidente de la "Sociedad Mexicana de Filosofía", de la de "Historia" y de "Psicología"; también fue miembro honorario de la "Real Sociedad Geográfica" de Madrid; además de miembro honorario de la "Sociedad Mexicana de Geografía y Estadística". Fue distinguido con la medalla de oro de la Universidad de Viena.

## Pensamiento
El pensamiento de Ezequiel A. Chávez se encontraba en constante evolución. Sin embargo, sus ideas siempre se encontraron en la línea cartesiana. Ávido lector de Descartes, A. Chávez confiesa: “[Descartes, en el Discurso del método] más que otro alguno me salvó de mi posible naufragio espiritual: a medida que lo iba leyendo y meditando sentía que progresivamente iba saliendo del mar de impresiones contradictorias”. El pensamiento de Chávez se ve atravesado de un gran compromiso espiritual de todo momento. Es por ello que llegó a combatir la laicidad, cuando ésta dejó de ser una postura neutral en cuanto a la religión, y empezó a inclinarse hacia como una postura agresiva contra ésta. Es considerado un detractor del positivismo de Augusto Comte. Ya que consideraba a tal pensamiento como “restringido e inconsciente”.  Es por ello que las reformas aplicadas a la educación de escuela positivista que permeaba el país, en aquel entonces, buscaban superar dicha doctrina. Las ideas de Ezequiel A. Chávez se encuentran en la intersección del pensamiento de tres filósofos. Ellos son: Descartes, como se mencionó anteriormente; John Stuart Mill y Herbert Spencer. Es Spencer el que más influencia tuvo en la organización de su pensamiento.  Esto ocurre, puesto que, dentro del pensamiento spenceriano encuentra los conceptos correctos para su realizar su propia teoría. En este sentido, puede ser considerado a Ezequiel A. Chávez dentro de la corriente evolucionista. La adopción de este tipo de pensamiento por su actitud “universalmente comprensiva y constructiva”, según dice en sus propias palabras. Chávez da una gran importancia al pensamiento y lo que la mente puede hacer. A las operaciones mentales las cataloga como fenómenos internos, de los cuales explica: “una cosa externa no puede, en efecto, estar más que donde está, pero mi pensamiento está en mi… si doy mis ideas, ninguna de ellas deja de ser mía”. Los fenómenos externos son aquellos que se gestan fuera de la mente, los que ocurren el mundo. Por tal ideología, Ezequiel A. Chávez cede gran importancia a las intuiciones. Las intuiciones son el producto humano de una reacción mental. Estas se gestan como respuestas inmediatas hacia distintas situaciones. Distingue doce tipos de intuiciones, entre las que se encuentran: Las intuiciones de las cosas externas; intuiciones de las contradicciones y contraposiciones propias; intuición de la autonomía propia; intuición del disgusto; intuición sobre la unidad y uniformidad del mundo, solo por mencionar algunas. Es por estas intuiciones, que podemos conocer lo infinito y, con ello, a lo divino. Por último, Chávez apuesta por el total y completo libre albedrío del hombre. Es por este mismo que es capaz de producir el mal. Esto también señala que Dios para Ezequiel A. Chávez, es un dios benigno.

## Premios y distinciones
- Doctor honoris causa por la Universidad Nacional de México en 1910.
- Medalla de Oro por cincuenta años de magisterio por la Universidad Nacional Autónoma de México (UNAM) en 1941.
- Profesor Emérito por la UNAM en 1946.
- Oficial de Instrucción Pública por la República francesa.
- Caballero de la Legión de Honor de Francia.
- Comendador de la Orden del Rey Leopoldo II de Bélgica.
- Medalla de Oro por la Universidad de Viena.
- En su honor, una Calle del Fraccionamiento "Vista Bella", Municipio de Tlalnepantla, Estado de México, lleva su nombre.

## Publicaciones
- La imposición del laicismo en las escuelas particulares, el verdadero concepto de la educación y la unión de todos los mexicanos, México, Imp. Victoria, 1918.
- Sor Juana Inés de la Cruz: ensayo de psicología y de estimación del sentido de su obra y de su vida para la historia de la cultura y de la formación de México, Barcelona, Araluce, 1931.
- Tres conferencias: la vida y la obra de tres profesores ilustres de la Universidad Nacional de México, México, Universidad Nacional de México, 1937.
- Homenaje a don Joaquín Baranda, México, Cultura, 1941.
- Las cuatro grandes crisis de la educación de México al través de los siglos, México, Jus, 1942.
- ¿De dónde venimos y a dónde vamos?, México, El Colegio Nacional, 1956.
- Agustín de Iturbide. Libertador de México. México, Jus, 1957
- Ensayo de psicología de la adolescencia, México, Jus, 1966.
- Mi credo: estudio de filosofía, México, Asociación Civil Ezequiel A. Chávez, 1968.
- Acerca del laicismo en las escuelas particulares y en las oficiales, México, Asociación Civil Ezequiel A. Chávez, 1968.
- La gran crisis subyacente durante toda la educación de México: la desigualdad económica individual y sus repercusiones sobre la conciencia nacional, México, Asociación Civil Ezequiel A. Chávez, 1972.

## Archivo particular
El archivo particular de Ezequiel A. Chávez fue donado a la Universidad Nacional Autónoma de México en 1967. El archivo es un fondo incorporado en el Archivo Histórico de la UNAM y cuenta con un catálogo documental de las 159 cajas, 3 cajones de planero y alrededor de 3,013 fotografías.